# Cinnamomum tahijanum
Cinnamomum tahijanum är en lagerväxtart som beskrevs av André Joseph Guillaume Henri Kostermans. Cinnamomum tahijanum ingår i släktet Cinnamomum och familjen lagerväxter. Inga underarter finns listade i Catalogue of Life.